# Nemudruii, Nedrîhailiv
Nemudruii (în ucraineană Немудруї) este un sat în comuna Vilșana din raionul Nedrîhailiv, regiunea Sumî, Ucraina.

## Demografie
Componența lingvistică a localității Nemudruii
     Ucraineană (100%)
Conform recensământului din 2001, toată populația localității Nemudruii era vorbitoare de ucraineană (100%).